# Schwedischer Fußballpokal der Männer 2018/19
Der schwedische Fußballpokal 2018/19 (auch Svenska Cupen 2018/19 genannt) war die 63. Austragung des Fußballpokalwettbewerbs der Männer. Die 1. Runde begann am 15. Mai 2018. Das Finale fand am 30. Mai 2019 in der Bravida Arena von Göteborg statt. Titelverteidiger war Djurgårdens IF.
Pokalsieger wurde BK Häcken. Das Team setzte sich im Finale mit 3:0 gegen den AFC Eskilstuna durch. Der Sieger qualifizierte sich damit für die 2. Qualifikationsrunde der UEFA Europa League 2019/20. Torschützenkönig wurde mit zehn Toren Mervan Çelik von BK Häcken.

## Modus
Die K.-o.-Spiele wurden in einer Begegnung entschieden. Bei unentschiedenem Ausgang gibt es eine Verlängerung von zweimal 15 Minuten und gegebenenfalls ein Elfmeterschießen. In der 1. Runde traten 64 Mannschaften der dritten Spielklasse oder darunter gegeneinander an. Den Siegern wurde in der 2. Runde, jeweils nach Nord und Süd getrennt, ein Verein der Allsvenskan bzw. der Superettan zugelost.
Die 32 Sieger qualifizierten sich für die Gruppenphase. In jeder Gruppe wurden zwei gesetzte und zwei ungesetzte Mannschaften gelost. Dort spielte jedes Team in einer einfachen Runde gegen die anderen drei Gruppengegner. Die Gruppensieger erreichten das Viertelfinale. In allen K.-o.-Runden hatten unterklassige Vereine Heimrecht.

## Teilnehmer
| Fotbollsallsvenskan (16) (Level 1) | Superettan (16) (Level 2) | Division 1 (19) (Level 3) |
| --- | --- | --- |
| - IF Brommapojkarna - Dalkurd FF - Djurgårdens IF - IF Elfsborg - IFK Göteborg - BK Häcken - Hammarby IF - Kalmar FF - Malmö FF - IFK Norrköping - IK Sirius - AIK Solna - GIF Sundsvall - Örebro SK - Östersunds FK - Trelleborgs FF | - IK Brage - Degerfors IF - AFC Eskilstuna - Falkenbergs FF - IK Frej - GAIS Göteborg - Gefle IF - Halmstads BK - Helsingborgs IF - Jönköpings Södra IF - Landskrona BoIS - Norrby IF - Örgryte IS - Östers IF - Varbergs BoIS - IFK Värnamo | - Akropolis IF - Arameisk-Syrianska IF - Carlstad United BK - Eskilsminne IF - Husqvarna FF - Karlslund IF FK - Kristianstad FC - Lunds BK - Nyköpings BIS - Oskarshamns AIK - Sandvikens IF - Skövde AIK - Sollentuna FF - Syrianska FC - Team TG FF - Torns IF - Tvååkers IF - Utsiktens BK - Västerås SK |
| Division 2 (29) (Level 4) | | |
| - IFK Aspudden-Tellus - Assyriska IK - Assyriska BK - Dalstorps IF - Enskede IK - Friska Viljor FC - Gamla Upsala SK - FC Gute - IS Halmia - IFK Haninge                                                                              | - IFK Hässleholm - Hisingsbacka FC - Hudiksvalls FF - Karlbergs BK - Karlstad BK - Kvarnsvedens IK - Lindome GIF - IFK Luleå - Motala AIF - Österlen FF                                                                                      | - IFK Östersund - FC Rosengård 1917 - Sävedalens IF - Skoftebyns IF - Stenungsunds IF - Strömsbergs IF - IF Sylvia - Värmdö IF - Vasalunds IF |
| Division 3 (10) (Level 5) | Division 3 (10) (Level 5) | Division 4 (6) (Level 6) |
| - IFK Åmål - IFK Falköping - Karlskrona UF - IFK Lidingö - Lidköpings FK | - Onsala BK - Smedby AIS - IFK Timrå - Tyresö FF - Växjö United | - Alingsås IF - FK Besa - Brottby SK - Eslövs BK - Tranås FF - Växjö BK |

## 1. Runde
Teilnehmer: 19 Vereine der Division 1, 28 Vereine der Division 2, zehn Vereine der Division 3 und sieben Vereine der Division 4.
| Datum      |                          | Ergebnis              |                             |
| ---------- | ------------------------ | --------------------- | --------------------------- |
| 15.05.2018 | Växjö BK (VI)            | 1:2                   | Karlskrona UF (V)           |
| 16.05.2018 | Karlbergs BK (IV)        | 3:2                   | Vasalunds IF (IV)           |
| 22.05.2018 | IFK Hässleholm (IV)      | 1:0                   | Kristianstad FC (III)       |
| 22.05.2018 | IF Sylvia (IV)           | 2:0                   | Oskarshamns AIK (III)       |
| 23.05.2018 | Enskede IK (IV)          | 2:1                   | Sollentuna FF (III)         |
| 23.05.2018 | Tyresö FF (V)            | 0:3                   | Arameisk-Syrianska IF (III) |
| 29.05.2018 | Lindome GIF (IV)         | 3:1                   | Tvååkers IF (III)           |
| 29.05.2018 | Brottby SK (VI)          | 4:2                   | IFK Haninge (IV)            |
| 30.05.2018 | IS Halmia (IV)           | 0:1                   | Eskilsminne IF (III)        |
| 06.06.2018 | Tranås FF (VI)           | 1:2                   | Smedby AIS (V)              |
| 06.06.2018 | Gamla Upsala SK (IV)     | 2:2 n. V. (4:5 i. E.) | Strömsbergs IF (IV)         |
| 12.06.2018 | Växjö United (V)         | 5:1                   | Dalstorps IF (IV)           |
| 12.06.2018 | Skoftebyns IF (IV)       | 3:1 n. V.             | Stenungsunds IF (IV)        |
| 13.06.2018 | IFK Lidingö (V)          | 0:1                   | Akropolis IF (III)          |
| 13.06.2018 | IFK Aspudden-Tellus (IV) | 3:3 n. V. (1:4 i. E.) | Nyköpings BIS (III)         |
| 21.06.2018 | Motala AIF (IV)          | 5:3 n. V.             | Husqvarna FF (III)          |
| 26.06.2018 | Österlen FF (IV)         | 2:3                   | Lunds BK (III)              |
| 26.06.2018 | IFK Åmål (V)             | 2:3                   | Karlstad BK (IV)            |
| 26.06.2018 | Hisingsbacka FC (IV)     | 3:1 n. V.             | Utsiktens BK (III)          |
| 26.06.2018 | FK Besa (VI)             | 0:5                   | FC Rosengård 1917 (IV)      |
| 26.06.2018 | Eslövs BK (VI)           | 0:2 n. V.             | Torns IF (III)              |
| 26.06.2018 | IFK Timrå (V)            | 1:6                   | Friska Viljor FC (IV)       |
| 26.06.2018 | Hudiksvalls FF (IV)      | 7:0                   | IFK Östersund (IV)          |
| 27.06.2018 | IFK Luleå (IV)           | 0:2                   | Team TG FF (III)            |
| 27.06.2018 | FC Gute (IV)             | 2:1                   | Värmdö IF (IV)              |
| 27.06.2018 | Kvarnsvedens IK (IV)     | 0:2                   | Sandvikens IF (III)         |
| 03.07.2018 | Onsala BK (V)            | 1:3                   | Assyriska BK (IV)           |
| 03.07.2018 | Alingsås IF (VI)         | 1:6                   | Sävedalens IF (IV)          |
| 04.07.2018 | Syrianska FC (III)       | 0:7                   | Västerås SK (III)           |
| 04.07.2018 | Karlslund IF FK (III)    | 1:4 n. V.             | Carlstad United BK (III)    |
| 04.07.2018 | Lidköpings FK (V)        | 0:3                   | Skövde AIK (III)            |
| 04.07.2018 | IFK Falköping (V)        | 0:3                   | Assyriska IK (IV)           |

## 2. Runde
Teilnehmer: Die 32 Sieger der 1. Runde und alle Mannschaften der Allsvenskan 2018 und der Superettan 2018.
| Datum      |                             | Ergebnis  |                          |
| ---------- | --------------------------- | --------- | ------------------------ |
| 15.08.2018 | Karlstad BK (IV)            | 1:0       | Gefle IF (II)            |
| 21.08.2018 | Team TG FF (III)            | 0:3       | AFC Eskilstuna (II)      |
| 21.08.2018 | Strömsbergs IF (IV)         | 0:4       | IK Sirius (I)            |
| 21.08.2018 | Karlbergs BK (IV)           | 1:2 n. V. | Dalkurd FF (I)           |
| 21.08.2018 | Skoftebyns IF (IV)          | 1:4       | Falkenbergs FF (II)      |
| 21.08.2018 | Hässleholms IF (IV)         | 3:2 n. V. | Trelleborgs FF (I)       |
| 22.08.2018 | Nyköpings BIS (III)         | 3:2 n. V. | GIF Sundsvall (I)        |
| 22.08.2018 | FC Rosengård 1917 (IV)      | 2:0       | Landskrona BoIS (II)     |
| 22.08.2018 | Assyriska IK (IV)           | 3:1       | Kalmar FF (I)            |
| 22.08.2018 | Sävedalens IF (IV)          | 0:2       | Halmstads BK (II)        |
| 22.08.2018 | Hudiksvalls FF (IV)         | 1:3       | Jönköpings Södra IF (II) |
| 22.08.2018 | IF Sylvia (IV)              | 0:4       | Djurgårdens IF (I)       |
| 22.08.2018 | Eskilsminne IF (III)        | 1:0       | Helsingborgs IF (II)     |
| 22.08.2018 | Karlskrona UF (V)           | 0:6       | Varbergs BoIS (II)       |
| 22.08.2018 | Motala AIF (IV)             | 0:4       | IF Elfsborg (I)          |
| 22.08.2018 | Växjö United (V)            | 0:5       | BK Häcken (I)            |
| 23.08.2018 | Carlstad United BK (III)    | 0:3       | Hammarby IF (I)          |
| 23.08.2018 | Brottby SK (VI)             | 00:10     | IFK Norrköping (I)       |
| 23.08.2018 | Enskede IK (IV)             | 1:2 n. V. | Degerfors IF (II)        |
| 23.08.2018 | Arameisk-Syrianska IF (III) | 1:2       | IK Frej (II)             |
| 23.08.2018 | FC Gute (IV)                | 2:5       | Östersunds FK (I)        |
| 23.08.2018 | Akropolis IF (III)          | 1:2       | Örebro SK (I)            |
| 23.08.2018 | Västerås SK (III)           | 1:3       | IK Brage (II)            |
| 23.08.2018 | Sandvikens IF (III)         | 0:2       | AIK Solna (I)            |
| 23.08.2018 | Friska Viljor FC (IV)       | 1:3 n. V. | IF Brommapojkarna (I)    |
| 23.08.2018 | Smedby AIS (V)              | 0:3       | GAIS Göteborg (II)       |
| 23.08.2018 | Assyriska BK (V)            | 0:5       | IFK Värnamo (II)         |
| 23.08.2018 | Lindome GIF (IV)            | 0:1       | Norrby IF (II)           |
| 23.08.2018 | Skövde AIK (III)            | 0:3       | Östers IF (II)           |
| 23.08.2018 | Hisingsbacka FC (IV         | 1:5       | Örgryte IS (II)          |
| 23.08.2018 | Torns IF (III)              | 0:4       | IFK Göteborg (I)         |
| 22.11.2018 | Lunds BK (III)              | 0:2       | Malmö FF (I)             |

## Gruppenphase
Für die Gruppenphase waren die 32 Sieger der zweiten Runde qualifiziert. Dabei waren die 16 bestplatzierten Mannschaften der letzten Saison als Gruppenerste und -zweite gesetzt, während die restlichen 16 ihnen zugelost wurden. Die Spiele wurden vom 16. Februar bis zum 4. März 2019 ausgetragen. In der Klammer ist die jeweilige Ligaebene angegeben, in der der Verein in der Saison 2018 spielte.

### Gruppe 1
| Datum      |                     | Ergebnis |                     |
| ---------- | ------------------- | -------- | ------------------- |
| 16.02.2019 | AIK Solna           | 1:0      | Jönköpings Södra IF |
| 16.02.2019 | Örgryte IS          | 2:0      | Norrby IF           |
| 24.02.2019 | Norrby IF           | 1:1      | AIK Solna           |
| 24.02.2019 | Örgryte IS          | 1:2      | Jönköpings Södra IF |
| 02.03.2019 | Jönköpings Södra IF | 1:0      | Norrby IF           |
| 02.03.2019 | AIK Solna           | 1:0      | Örgryte IS          |

| Pl. | Verein                   | Sp. | S | U | N | Tore    | Diff. | Punkte |
| --- | ------------------------ | --- | - | - | - | ------- | ----- | ------ |
| 1.  | AIK Solna (I)            | 3   | 2 | 1 | 0 | 003:100 | +2    | 07     |
| 2.  | Jönköpings Södra IF (II) | 3   | 2 | 0 | 1 | 003:200 | +1    | 06     |
| 3.  | Örgryte IS (II)          | 3   | 1 | 0 | 2 | 003:300 | ±0    | 03     |
| 4.  | Norrby IF (II)           | 3   | 0 | 1 | 2 | 001:400 | −3    | 01     |

### Gruppe 2
| Datum      |                | Ergebnis |                |
| ---------- | -------------- | -------- | -------------- |
| 17.02.2019 | Assyriska IK   | 0:4      | AFC Eskilstuna |
| 17.02.2019 | IFK Norrköping | 3:1      | IFK Värnamo    |
| 22.02.2019 | Assyriska IK   | 0:2      | IFK Norrköping |
| 23.02.2019 | AFC Eskilstuna | 4:0      | IFK Värnamo    |
| 02.03.2019 | IFK Värnamo    | 3:4      | Assyriska IK   |
| 02.03.2019 | IFK Norrköping | 1:1      | AFC Eskilstuna |

| Pl. | Verein              | Sp. | S | U | N | Tore    | Diff. | Punkte |
| --- | ------------------- | --- | - | - | - | ------- | ----- | ------ |
| 1.  | AFC Eskilstuna (II) | 3   | 2 | 1 | 0 | 009:100 | +8    | 07     |
| 2.  | IFK Norrköping (I)  | 3   | 2 | 1 | 0 | 006:200 | +4    | 07     |
| 3.  | Assyriska IK (III)  | 3   | 1 | 0 | 2 | 004:900 | −5    | 03     |
| 4.  | IFK Värnamo (III)   | 3   | 0 | 0 | 3 | 004:110 | −7    | 0      |

### Gruppe 3
| Datum      |                | Ergebnis |                |
| ---------- | -------------- | -------- | -------------- |
| 17.02.2019 | Malmö FF       | 3:2      | Degerfors IF   |
| 17.02.2019 | Falkenbergs FF | 1:2      | Östers IF      |
| 23.02.2019 | Falkenbergs FF | 2:1      | Degerfors IF   |
| 25.02.2019 | Östers IF      | 2:1      | Malmö FF       |
| 02.03.2019 | Degerfors IF   | 1:3      | Östers IF      |
| 02.03.2019 | Malmö FF       | 2:0      | Falkenbergs FF |

| Pl. | Verein              | Sp. | S | U | N | Tore    | Diff. | Punkte |
| --- | ------------------- | --- | - | - | - | ------- | ----- | ------ |
| 1.  | Östers IF (II)      | 3   | 3 | 0 | 0 | 007:300 | +4    | 09     |
| 2.  | Malmö FF (I)        | 3   | 2 | 0 | 1 | 006:400 | +2    | 06     |
| 3.  | Falkenbergs FF (II) | 3   | 1 | 0 | 2 | 003:500 | −2    | 03     |
| 4.  | Degerfors IF (II)   | 3   | 0 | 0 | 3 | 004:800 | −4    | 0      |

### Gruppe 4
| Datum      |                | Ergebnis |                |
| ---------- | -------------- | -------- | -------------- |
| 18.02.2019 | Hammarby IF    | 3:0      | Varbergs BoIS  |
| 18.02.2019 | Eskilsminne IF | 0:2      | Dalkurd FF     |
| 24.02.2019 | Eskilsminne IF | 1:1      | Hammarby IF    |
| 24.02.2019 | Dalkurd FF     | 1:0      | Varbergs BoIS  |
| 04.03.2019 | Varbergs BoIS  | 1:1      | Eskilsminne IF |
| 04.03.2019 | Hammarby IF    | 3:1      | Dalkurd FF     |

| Pl. | Verein              | Sp. | S | U | N | Tore    | Diff. | Punkte |
| --- | ------------------- | --- | - | - | - | ------- | ----- | ------ |
| 1.  | Hammarby IF (I)     | 3   | 2 | 1 | 0 | 007:200 | +5    | 07     |
| 2.  | Dalkurd FF (I)      | 3   | 2 | 0 | 1 | 004:300 | +1    | 06     |
| 3.  | Eskilsminne IF (II) | 3   | 0 | 2 | 1 | 002:400 | −2    | 02     |
| 4.  | Varbergs BoIS (II)  | 3   | 0 | 1 | 2 | 001:500 | −4    | 01     |

### Gruppe 5
| Datum      |                   | Ergebnis |                   |
| ---------- | ----------------- | -------- | ----------------- |
| 16.02.2019 | BK Häcken         | 6:1      | IK Brage          |
| 16.02.2019 | FC Rosengård 1917 | 1:3      | IF Brommapojkarna |
| 24.02.2019 | FC Rosengård 1917 | 0:4      | BK Häcken         |
| 24.02.2019 | IF Brommapojkarna | 4:2      | IK Brage          |
| 02.03.2019 | IK Brage          | 4:2      | FC Rosengård 1917 |
| 02.03.2019 | BK Häcken         | 1:0      | IF Brommapojkarna |

| Pl. | Verein                 | Sp. | S | U | N | Tore    | Diff. | Punkte |
| --- | ---------------------- | --- | - | - | - | ------- | ----- | ------ |
| 1.  | BK Häcken (I)          | 3   | 3 | 0 | 0 | 011:100 | +10   | 09     |
| 2.  | IF Brommapojkarna (II) | 3   | 2 | 0 | 1 | 007:400 | +3    | 06     |
| 3.  | IK Brage (II)          | 3   | 1 | 0 | 2 | 007:120 | −5    | 03     |
| 4.  | FC Rosengård 1917 (IV) | 3   | 0 | 0 | 3 | 003:110 | −8    | 0      |

### Gruppe 6
| Datum      |               | Ergebnis |               |
| ---------- | ------------- | -------- | ------------- |
| 16.02.2019 | IFK Östersund | 0:0      | Halmstads BK  |
| 16.02.2019 | Karlstad BK   | 1:2      | IK Sirius     |
| 23.02.2019 | Karlstad BK   | 3:2      | IFK Östersund |
| 23.02.2019 | IK Sirius     | 1:2      | Halmstads BK  |
| 03.03.2019 | Halmstads BK  | 1:1      | Karlstad BK   |
| 03.03.2019 | IFK Östersund | 3:0      | IK Sirius     |

| Pl. | Verein            | Sp. | S | U | N | Tore    | Diff. | Punkte |
| --- | ----------------- | --- | - | - | - | ------- | ----- | ------ |
| 1.  | Halmstads BK (II) | 3   | 1 | 2 | 0 | 003:200 | +1    | 05     |
| 2.  | IFK Östersund (I) | 3   | 1 | 1 | 1 | 005:300 | +2    | 04     |
| 3.  | Karlstad BK (III) | 3   | 1 | 1 | 1 | 005:500 | ±0    | 04     |
| 4.  | IK Sirius (I)     | 3   | 1 | 0 | 2 | 003:600 | −3    | 03     |

### Gruppe 7
| Datum      |                | Ergebnis |                |
| ---------- | -------------- | -------- | -------------- |
| 17.02.2019 | Djurgårdens IF | 2:1      | IK Frej        |
| 17.02.2019 | Hässleholms IF | 1:5      | IF Elfsborg    |
| 23.02.2019 | Hässleholms IF | 0:3      | Djurgårdens IF |
| 23.02.2019 | IF Elfsborg    | 1:1      | IK Frej        |
| 03.03.2019 | IK Frej        | 7:0      | Hässleholms IF |
| 03.03.2019 | Djurgårdens IF | 3:2      | IF Elfsborg    |

| Pl. | Verein              | Sp. | S | U | N | Tore    | Diff. | Punkte |
| --- | ------------------- | --- | - | - | - | ------- | ----- | ------ |
| 1.  | Djurgårdens IF (I)  | 3   | 3 | 0 | 0 | 008:300 | +5    | 09     |
| 2.  | IK Frej (II)        | 3   | 1 | 1 | 1 | 009:300 | +6    | 04     |
| 3.  | IF Elfsborg (I)     | 3   | 1 | 1 | 1 | 008:500 | +3    | 04     |
| 4.  | Hässleholms IF (IV) | 3   | 0 | 0 | 3 | 001:150 | −14   | 0      |

### Gruppe 8
| Datum      |               | Ergebnis |               |
| ---------- | ------------- | -------- | ------------- |
| 16.02.2019 | Örebro SK     | 2:1      | GAIS Göteborg |
| 17.02.2019 | Nyköpings BIS | 0:2      | IFK Göteborg  |
| 24.02.2019 | Nyköpings BIS | 1:0      | Örebro SK     |
| 25.02.2019 | IFK Göteborg  | 00:3 1   | GAIS Göteborg |
| 03.03.2019 | GAIS Göteborg | 4:3      | Nyköpings BIS |
| 03.03.2019 | Örebro SK     | 3:3      | IFK Göteborg  |

| Pl. | Verein              | Sp. | S | U | N | Tore    | Diff. | Punkte |
| --- | ------------------- | --- | - | - | - | ------- | ----- | ------ |
| 1.  | GAIS Göteborg (II)  | 3   | 2 | 0 | 1 | 008:500 | +3    | 06     |
| 2.  | Örebro SK (I)       | 3   | 1 | 1 | 1 | 005:500 | ±0    | 04     |
| 3.  | IFK Göteborg (I)    | 3   | 1 | 1 | 1 | 005:600 | −1    | 04     |
| 4.  | Nyköpings BIS (III) | 3   | 1 | 0 | 2 | 004:600 | −2    | 03     |

## Finalrunde

### Rangliste der Gruppensieger
| Pl. | Verein              | Sp. | S | U | N | Tore    | Diff. | Punkte |
| --- | ------------------- | --- | - | - | - | ------- | ----- | ------ |
| 1.  | BK Häcken (I)       | 3   | 3 | 0 | 0 | 011:100 | +10   | 09     |
| 2.  | Djurgårdens IF (I)  | 3   | 3 | 0 | 0 | 008:300 | +5    | 09     |
| 3.  | Östers IF (II)      | 3   | 3 | 0 | 0 | 007:300 | +4    | 09     |
| 4.  | AFC Eskilstuna (II) | 3   | 2 | 1 | 0 | 009:100 | +8    | 07     |
| 5.  | Hammarby IF (I)     | 3   | 2 | 1 | 0 | 007:200 | +5    | 07     |
| 6.  | AIK Solna (I)       | 3   | 2 | 1 | 0 | 003:100 | +2    | 07     |
| 7.  | GAIS Göteborg (II)  | 3   | 2 | 0 | 1 | 008:500 | +3    | 06     |
| 8.  | Halmstads BK (II)   | 3   | 1 | 2 | 0 | 003:200 | +1    | 05     |

Platzierungskriterien: 1. Punkte – 2. Tordifferenz – 3. geschossene Tore – 4. Ligaplatzierung

### Viertelfinale
Für das Viertelfinale qualifizierten sich die acht Gruppensieger. Dabei waren die besten vier Gruppensieger gesetzt, während die anderen vier ihnen zugelost wurden. In der Klammer ist die jeweilige Ligaebene angegeben, in der der Verein in der Saison 2018 spielte.
| Datum      |                     | Ergebnis              |                    |
| ---------- | ------------------- | --------------------- | ------------------ |
| 09.03.2019 | BK Häcken (I)       | 2:0                   | GAIS Göteborg (II) |
| 09.03.2019 | Östers IF (II)      | 2:2 n. V. (4:5 i. E.) | AIK Solna (I)      |
| 10.03.2019 | Djurgårdens IF (I)  | 1:1 n. V. (5:4 i. E.) | Hammarby IF (I)    |
| 10.03.2019 | AFC Eskilstuna (II) | 2:1 n. V.             | Halmstads BK (II)  |

### Halbfinale
| Datum      |                    | Ergebnis              |                     |
| ---------- | ------------------ | --------------------- | ------------------- |
| 16.03.2019 | Djurgårdens IF (I) | 2:3 n. V.             | BK Häcken (I)       |
| 17.03.2019 | AIK Solna (I)      | 1:1 n. V. (5:6 i. E.) | AFC Eskilstuna (II) |

### Finale
| Paarung        | BK Häcken – AFC Eskilstuna |
| Ergebnis       | 3:0 (1:0) |
| Datum          | 30. Mai 2019 |
| Stadion        | Bravida Arena, Göteborg |
| Zuschauer      | 4.958 |
| Schiedsrichter | Kristoffer Karlsson |
| Tore           | 1:0 Alexander Faltsetas (10.) 2:0 Joona Toivio (76.) 3:0 Viktor Lundberg (90.+3') |
| BK Häcken      | Peter Abrahamsson – Godswill Ekpolo, Joona Toivio, Rasmus Lindgren , Adam Andersson – Erik Friberg, Daleho Irandust (87. Viktor Lundberg), Alexander Faltsetas (79. Gustav Berggren) – Ahmed Yasin Ghani (90.+2' Mervan Çelik), Alexander Jeremejeff, Paulinho Cheftrainer: Andreas Alm |
| AFC Eskilstuna | Ole Söderberg – Felix Michel, Jesper Björkman, José León Bernal – Adnan Kojic, Anel Raskaj , Iwan Bobko (88. Jacob Kacéll), Kadir Hodžić – Gustav Jarl (74. Daniel Miljanović), Samuel Nnamani, Ferid Ali (66. Wilhelm Loeper) Cheftrainer: Nemanja Miljanović                          |
| Gelbe Karten   | keine – José León Bernal (15.), Anel Raskaj (40.), Felix Michel (71.) |